# Seeger (meccanica)

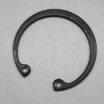
Seeger interno

Il seeger (circlip in inglese) è un anello d'arresto d'acciaio elastico, la cui circonferenza non è completa e che in corrispondenza delle due estremità presenta dei fori per l'innesto della pinza Seeger (vedi Messa in opera).

## Tipi di seeger

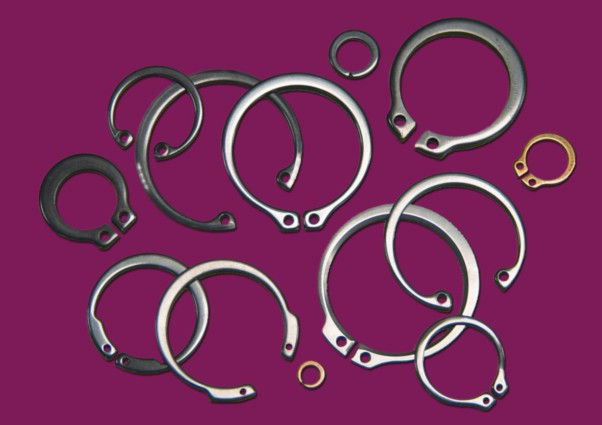
Anelli Seeger per interni e esterni

I seeger possono essere di due tipi:
- interni, usati per cave presenti dentro a un tubo, vedi norma DIN 472
- esterni, usati per cave presenti su alberi, aste o all'esterno di tubi, vedi norma DIN 471

## Uso

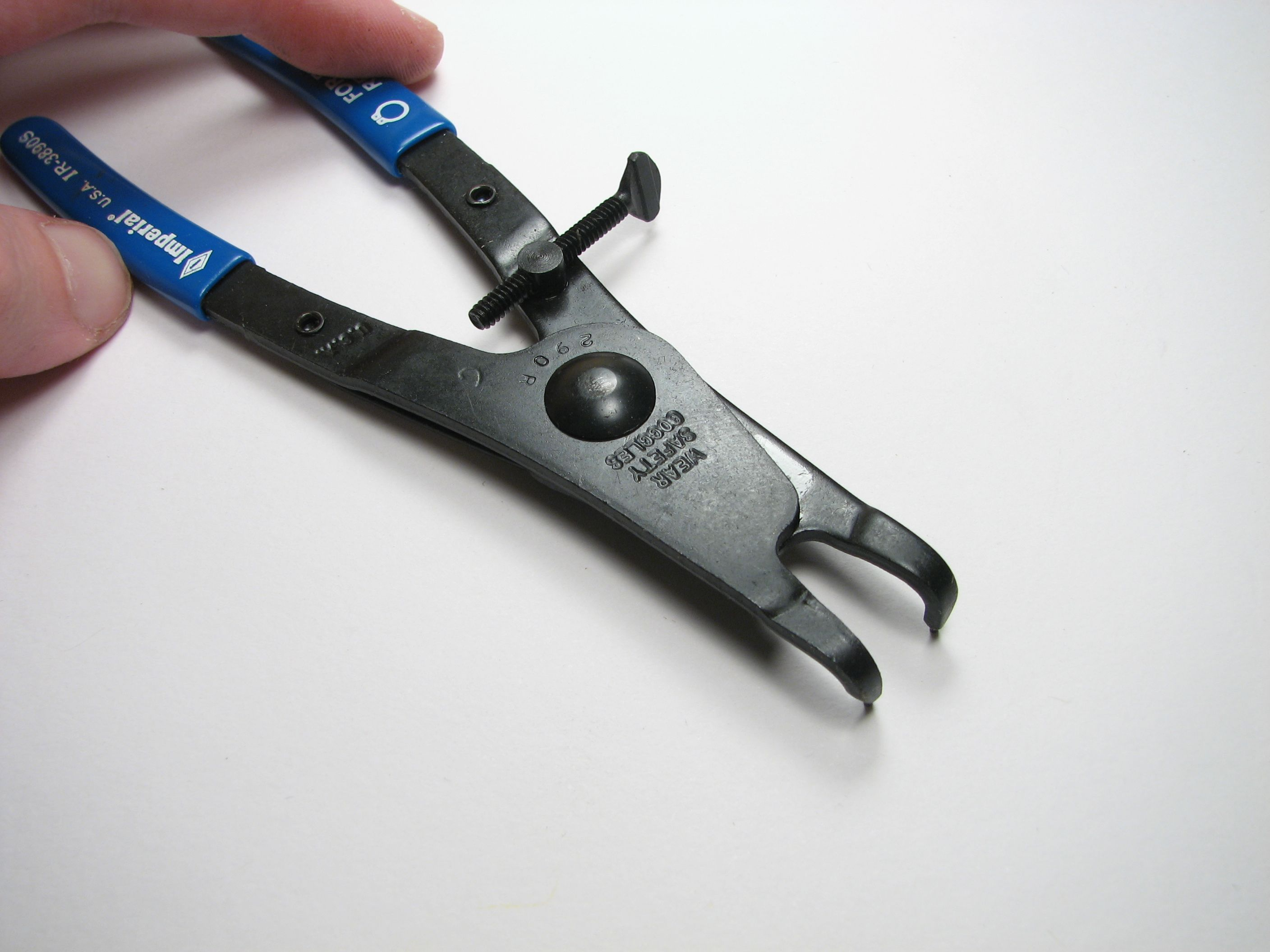
Utensile applica Seeger

Il seeger può essere montato sia su alberi sia all'interno di fori sempre in corrispondenza di una cava appositamente realizzata, in modo da evitare la fuoriuscita o sfilamento di vari organi. Questo anello può essere usato al posto della copiglia (in caso serva una maggiore resistenza) o dell'accoppiata dado e copiglia (in caso serva una minore resistenza).

## Messa in opera
Per poter applicare un seeger generalmente si deve usare un apposito attrezzo (pinza Seeger) per montare e smontare l'anello. A seconda del tipo di seeger (esterno o interno) prende il nome di pinza allarga-seeger o pinza stringi-seeger, ma alcuni seeger (i modelli più semplici) non ne richiedono l'uso.